# Caribdèids

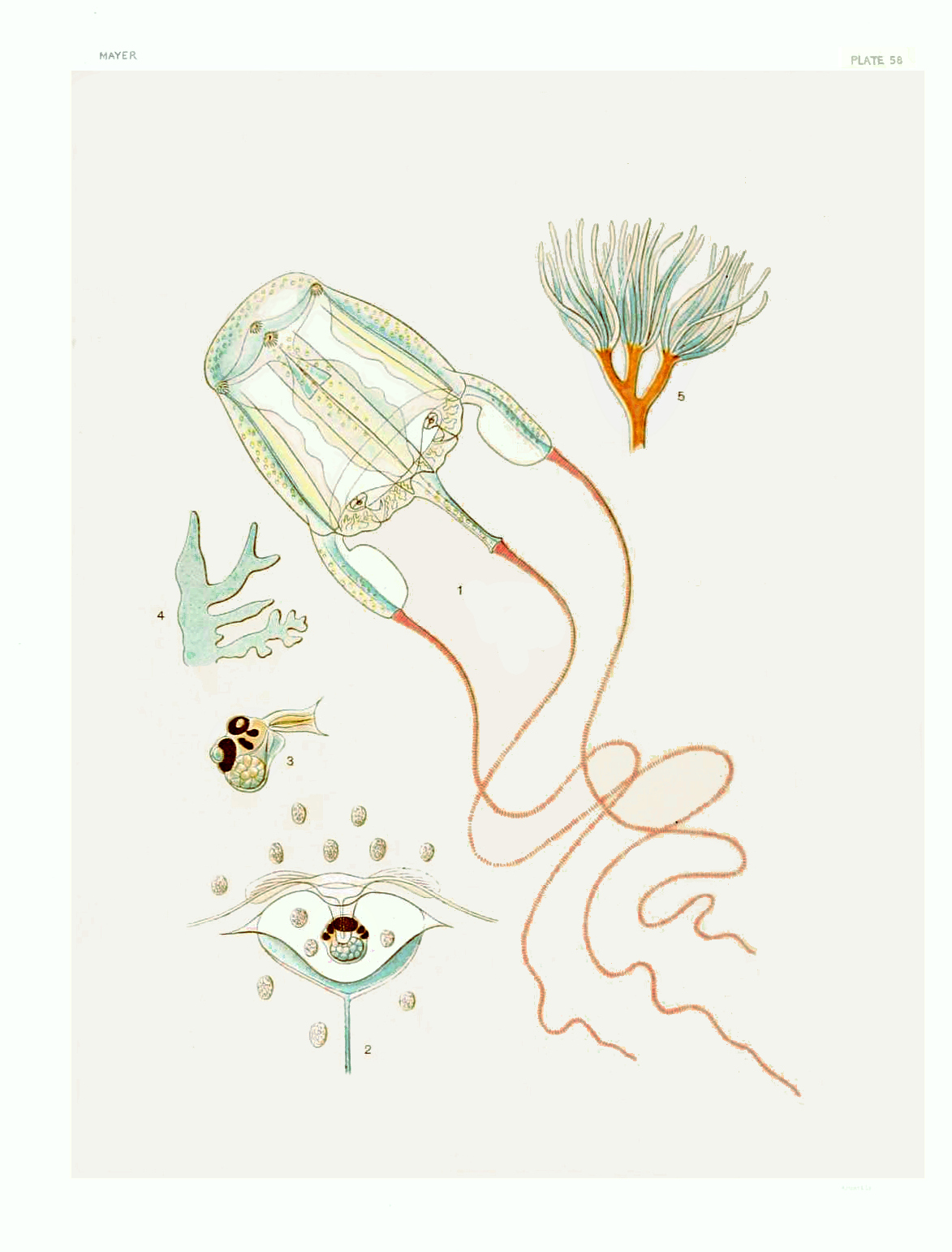
Diversos estadis de desenvolupament de Carybdea marsupialis

Carybdeidae és una família de cnidaris cubozous, de l'ordre dels Carybdeida.
Els caribdèids o caribdeids (Carybdeidae) són cubozous que no tenen sinó 4 tentacles, o 2 grups de 2 o 3 ; cada tentacle té el seu propi pedalium (peu).

## Gèneres
Segons World Register of Marine Species (12 de març de 2012) i NCBI (12 de març de 2012) :
- gènere Carybdea Péron & Lesueur, 1810

Segons Catàleg of Life (12 de març de 2012) :
- gènere Carybdea Péron & Lesueur, 1809
- gènere Tripedalia Conant, 1897

Segons ITIS (22 de maig de 2015) :
- gènere Carybdea Péron & Lesueur, 1809
- gènere Tamoya Müller, 1859
- gènere Tripedalia Conant, 1897

Segons altres fonts :
- gènere Carukia
- gènere Carybdea
- gènere Manokia
- gènere Tamoya
- gènere Tripedalia